# Monica Kempe
Monica Kempe, född 3 september 1925 i Stockholm, död 20 november 2005 på Lidingö, var en svensk psykoterapeut och TV-producent. Hon var dotter till författaren Erik Blomberg och skulptören Marie Louise Idestam. 
Kempe avlade socionomexamen i Stockholm 1957, blev filosofie kandidat och psykolog i Stockholm 1971 och legitimerad psykoterapeut 1988. Hon var programproducent vid Sveriges Radio/Sveriges Television 1960–1987. Hon var ledamot av Riksförbundet för social och mental hälsa från 1967, medlem av redaktionskommittén för Pockettidningen R 1970–1975 och styrelseledamot i Psykoterapicentrum 1974–1982. Monica Kempe är begravd på Sigtuna kyrkogård.

## Dokumentärfilmer i urval
- Livskris (1973)
- Har medelåldern ingen sång? (1975)
- Det sköra nätet (1979)
- Morgonen nalkas man bara från nattsidan (1985)
- Om behov (1987)